# Pervouralsk
Pervouralsk - Первоурльск (rus) - és una ciutat de l'óblast de Sverdlovsk, a Rússia. El 2021 tenia 119.365 habitants. Es troba a la vora del riu Txussovaia, un afluent del Kama. És a 41 km a l'oest de Iekaterinburg, de qui queda separada per la serralada dels Urals.

## Història

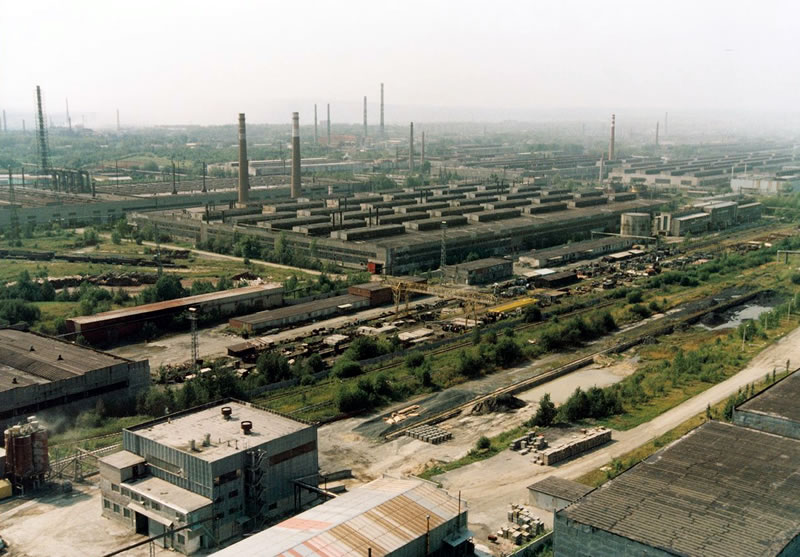
La fàbrica de tubs d'acer PNTZ.

La vila fou creada el 1732 a l'emplaçament d'una fàbrica siderúrgica construïda per iniciativa de l'empresari Vassili Demidov. S'anomenà al començament Vassilevsko-Xaitanski. El 1920 prengué el nom de Pervouralsk, i finalment aconseguí l'estatus de ciutat el 1933.